# La Chora
La Chora är en ort i Mexiko.   Den ligger i kommunen San Ignacio och delstaten Sinaloa, i den centrala delen av landet, 900 km nordväst om huvudstaden Mexico City. La Chora ligger 159 meter över havet och antalet invånare är 238.
Terrängen runt La Chora är kuperad österut, men västerut är den platt. Runt La Chora är det mycket glesbefolkat, med 4 invånare per kvadratkilometer. Närmaste större samhälle är San Ignacio, 1,3 km nordost om La Chora. I omgivningarna runt La Chora växer i huvudsak lövfällande lövskog.